# Annobón
Annobón o Anobón  es la menor y la más alejada del continente de las islas del golfo de Guinea, y conforma la provincia de Annobón perteneciente a Guinea Ecuatorial. Su territorio es reclamado por la República de Annobón, que declaró su independencia en 2022 y carece de reconocimiento internacional.

## Situación
Cerca de la costa africana del océano Atlántico en el hemisferio sur, cercana al ecuador, en el golfo de Guinea, al sur de Santo Tomé y Príncipe, a 335 km de la costa de Gabón, el lugar continental más cercano. Frente a la desembocadura del río Ogüé, cuyas aguas ejercen influencia en las derivas hacia la isla.

## Geografía

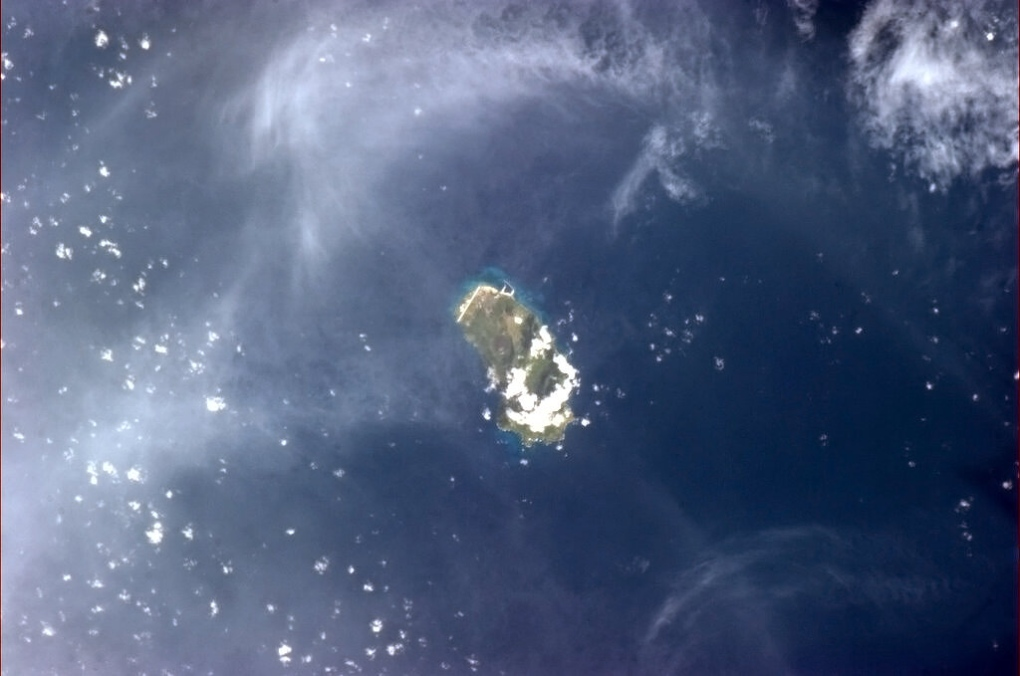
Imagen tomada por satélite de la isla, año 2013.

Es una isla volcánica de forma alargada y ovalada que consiste en una gran roca basáltica muy peñascosa y varios islotes rocosos, todo alrededor a unos 2,5 km de la misma.
Surgió hace 4,8 millones de años, en el Terciario, y la última actividad volcánica fue hace menos de 100 000 años. El pico más alto es el Quioveo que posee 598 m s. n. m. La altura desde el lecho marino es de aproximadamente 4200 m. Posee una superficie de 18 km². Tiene 6 km de largo y 3 km de ancho.
Tiene riachuelos como el Aguas Claras, que como su nombre indica es de agua fresca y potable. Posee un cráter convertido en laguna, (lago Mazafin, A Pot o Crater Lake en mapas en inglés) de 600 m de longitud por 400 m de anchura, en el centro de la isla. Contrastan acantilados y colinas quebradas, costas y arrecifes abruptos por un lado y hermosos valles y unas pocas calas de arena dorada como las del Caribe, por el otro. 
La subida y bajada de las mareas hacen aparecer y desaparecer largas playas arenosas y fondos marinos rocosos y llenos de pescado.
La humedad de relieve aumenta la frondosidad de la vegetación hidrófila, desde la costa hacia el interior, con algunas variaciones. La parte norte de la isla, con una menor precipitación, presenta un paisaje semiárido que durante la estación de lluvias se cubre de extensas formaciones herbáceas de gramíneas. El sur, sometido a los vientos húmedos, es un hábitat de selva húmeda ecuatorial incluyendo plantaciones abandonadas de cocoteros, cacaotales y cafetales que cubren el 75 % de la superficie. Entre los 400 y los 500 metros, la temperatura es más agradable para los europeos.
En las partes altas, la zona fría en torno a los picos Quioveo (598 m s. n. m.) y Santa Mina, encontramos un bosque montano, siempre mojado por el rocío, que solo frecuenta la población para recoger leña. Todos estos bosques y selvas son algo distintos a los equivalentes en el continente y las otras islas del golfo. No se poseen datos, pero la utilización de leña y la transformación del bosque en cultivos podrían haber transformado la cubierta original de forma significativa.

## Clima
Su clima no es muy caluroso ni lluvioso. La temperatura oscila todo el año entre los 20 y 30 °C (mínimas de 18 y máximas de 34 °C), bajando con la altitud y variando con la orientación, los vientos y el relieve. Las precipitaciones anuales son normalmente entre 2000 y 3500 mm al año. Tiene dos estaciones: Tendaua (invierno) más húmedo, de octubre a abril; y Jalma (verano) de mayo a julio. Un interludio llamado Sasá dura entre agosto y septiembre. Hay que destacar la temporada de tornados.

## Historia

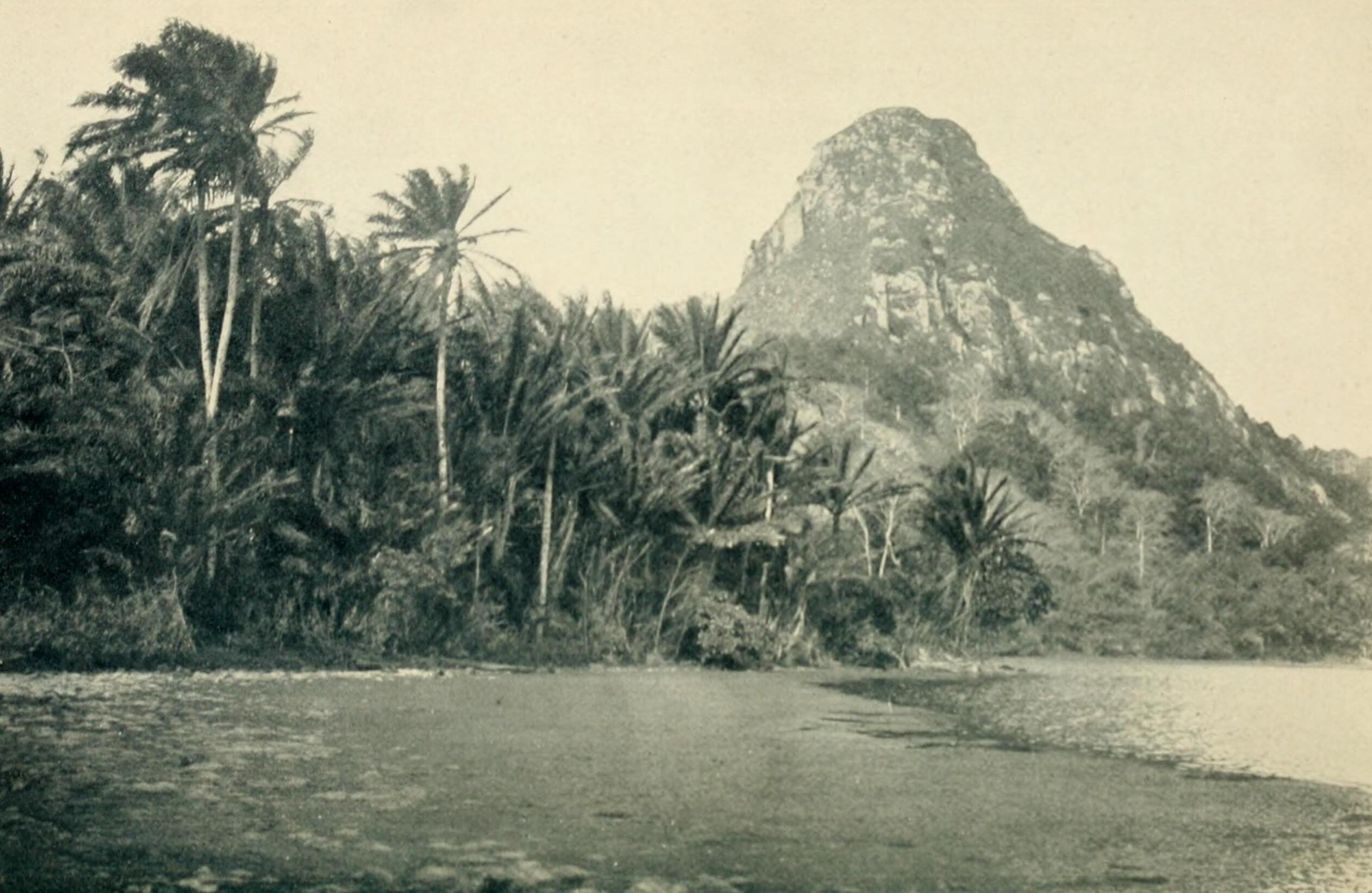
imagen del lago del cráter con Pico do Fogo, año 1913

La expedición oceánica portuguesa de João de Santarém y Pêro Escobar redescubrió el 1 de enero de 1475 una isla volcánica envuelta en bruma y nubes, buscando puertos seguros de escala para el tráfico de esclavos y el camino hacia las Indias bordeando el sur de África. El 21 de diciembre de 1474, João de Santarém descubrió la isla de Santo Tomé y Pêro Escobar descubrió el 17 de enero de 1475 la isla de Príncipe. En el año 1484, Diogo Cão (marino portugués que llegaría hasta el río Congo) pasaría por la isla en su viaje de vuelta a Portugal.
En 1525 la expedición de García Jofre de Loaísa realiza una parada en la isla de Annobón, que nombraron como San Mateo.
En 1592 los portugueses enviaron un gobernador subalterno del gobernador de la isla de Santo Tomé a Annobón, junto con un maestro de escuela y algunos africanos a los que denominaban semicivilizados.
Entre 1642 y 1648, cuando Portugal luchaba contra España para mantener su independencia, los holandeses tomaron posesión de las islas del golfo de Guinea. La Compañía Neerlandesa de las Indias Occidentales ejercerá durante esos años el tráfico de esclavos en las islas, comercio al que también se dedicará después la Compañía Portuguesa de Corisco desde su sede en la isla de Corisco.
En 1656, Diego Delgado, vecino de Santo Tomé de origen español, intentó sin éxito establecer plantaciones de caña de azúcar en la isla de Annobón.
En 1778 con el Tratado de El Pardo, Portugal intercambia la isla junto con la isla de Fernando Poo (actual Bioko) y la costa inmediata desde la desembocadura del río Níger hasta la del río Ogooué, es decir, un territorio que abarca Nigeria, Camerún, Guinea Ecuatorial y Gabón, por territorios sudamericanos pertenecientes a España en Brasil y Uruguay. Ante la pasividad de un decadente Imperio español, con ricos virreinatos de clima saludable en América, varias naciones fueron ocupándolos.
En 1801 España concede el derecho al Reino Unido de usar la isla como puerto para avituallamiento de agua dulce. Se construye una pequeña fortaleza.
En la época portuguesa y más tarde en la española, servía como fuerte de negros para el comercio atlántico de esclavos en navegación hacia el Brasil y el Río de la Plata, que aprovechaban la corriente de Benguela hacia América. Tanto la isla de Fernando Poo como la isla Annobón integraron por algún tiempo el Virreinato del Río de la Plata, hacia donde frecuentemente eran enviados sus cargamentos de esclavos (Gobernación de Fernando Poo y Annobón 1778-1780). Esta muy pequeña y muy montañosa isla, sin apenas tierra cultivable, remota entonces para todo, excepto para los negreros y olvidada por España, después de una revuelta y un periodo de anarquía, tiene durante mucho tiempo un autogobierno insular propio de 5 miembros. Un consejo de 5 caciques de entre los habitantes que gobierna la isla y la administra, vinculándola tácitamente a Santo Tomé y Príncipe, a 160 km de distancia y, por extensión, a Portugal. 
Al final del siglo XIX, perdidas la mayoría de provincias hispanoamericanas, España con misioneros, Armada y Guardia Civil, luego sustituida por la Guardia Colonial Africana, fue implantándose poco a poco, pese a la hostilidad isleña. La isla carecía de valor estratégico, estaba casi incomunicada y solitaria al encontrarse a más de 500 km al sudoeste de Bioko, fuera de las rutas de las posesiones españolas de Guinea. Su principal valor eran los bancos pesqueros próximos (peces, camarones, langostinos) y la abundancia de ballenas, y otros mamíferos y tortugas marinos.
En 1836 el español José de Moros visitó la isla, entonces gobernada por un africano llamado Pedro Pomba, que, como todos los isleños, creía que aún era súbdito de Portugal.
En 1841 el Reino Unido propuso a España la compra de las islas de Fernando Poo y Annobón por 60 000 libras esterlinas. La oposición de la prensa y la Cámara de Comercio (órgano representativo de las asociaciones de comerciantes) impidieron que se llevara a cabo el trato.
Se tomó el ejemplo de la vecina Santo Tomé en el trato coercitivo a la población, la pesca del atún, el cultivo de cacaoteros, cocoteros y tabaco. En 1878, como en el resto de las colonias españolas, se prohíbe la esclavitud, aunque no cambia la situación. La isla se convirtió brevemente en parte de la llamada colonia de Elobey, Annobón y Corisco hasta 1909. El 11 de julio de 1904 se creó el distrito de Annobón. En 1912 contaba con un único misionero.
La flota ballenera española era asidua de la isla. En 1936 se cazaron 416 ballenas cerca de Santo Tomé, 56 cerca de Príncipe y 7 en Annobón. La Guardia Colonial mantenía un puesto con un cabo y dos guardias indígenas.

### Regionalismo y declaración de independencia
En mayo de 1972, tras la independencia de Guinea Ecuatorial, el gobierno de Francisco Macías Nguema prohíbe la entrada y salida de la población, iniciándose un período de aislamiento de la isla durante dos años. Los isleños padecen una epidemia de cólera sin asistencia médica.[cita requerida]
Fue llamada brevemente Pagalu (Papagallo, su nombre común en portugués criollo) durante los últimos años de mandato de Francisco Macías Nguema.
En 1986 profesionales sudafricanos procedentes de los campos petrolíferos argentinos invierten en Guinea Ecuatorial y visitan Annobón. Posteriormente profesionales rusos visitan Annobón. 
En 1988 Guinea Ecuatorial firma un contrato por 10 años con la compañía británica UK Buckinghamshire por valor de 1 600 000 $. La compañía en referencia obtenía a cambio una licencia para el almacenamiento de 10 millones de bidones de residuos tóxicos o radiactivos. Se firmaron contratos similares con otras empresas europeas y americanas. Poco después los medios de comunicación españoles advierten de otro acuerdo por 10 años con una empresa americana para hacerse cargo de 7 millones de toneladas de residuos nucleares. El acuerdo preveía envíos de 720 000 toneladas anuales.
La mortandad infantil subió en la misma época.[cita requerida] Numerosos investigadores europeos y médicos cubanos visitan la isla.
En 1992, en los fondos marinos que rodean Annobón se encuentran grandes reservas petrolíferas, las mayores reservas de toda Guinea Ecuatorial, que es actualmente el tercer productor subsahariano con el 6 % de las reservas mundiales de crudo, razón por la cual el gobierno ecuatoguineano ha ampliado grandemente sus aguas territoriales. El 90 % de las exportaciones de Guinea Ecuatorial a España son petróleo. España tiene un déficit de 509 millones de euros con esta antigua colonia.
En 1993 estalla una revuelta de la población ante las graves penurias de alimentos y los trabajos forzados. Sangrienta represión militar en la isla. El gobierno guineano acusará a España e impide la llegada de la ayuda humanitaria que llegaba mensualmente a la isla.[cita requerida]
En la actualidad, el gobierno de Guinea Ecuatorial ha impuesto políticas de persecución, represión y discriminación sistemática contra la población de Annobón, lo que lo ha llevado al pueblo a ejercer su derecho a la libre determinación. En una serie de Asambleas Generales del Pueblo annobonés, se presentaron demandas de autonomía ante el gobierno de Guinea Ecuatorial, otorgándole plazos para satisfacer estas aspiraciones. Ante la falta de respuesta, y en un acto de determinación, se inició el proceso hacia la independencia. Esto incluyó la formación de un Comité Constitucional para redactar una Constitución para la República de Annobón, enfocada en proteger las libertades individuales y avanzar hacia un estado de derecho y una democracia de calidad. 
En julio de 2024, el régimen de Guinea Ecuatorial ha suspendido la cobertura telefónica e internet en la isla, dejando a sus habitantes completamente aislados del resto del mundo. El dictador Obiang suspendió las comunicaciones y señalaron que busca silenciar las voces disidentes y evitar la difusión de información sobre las violaciones de derechos humanos en la isla.
En el año 2025 los independentistas solicitaron formalmente que la isla pasase a ser parte de la República Argentina, apelando al hecho histórico de haber dependido en el pasado de la capital del Virreinato del Río de la Plata, Buenos Aires.

## Sociedad

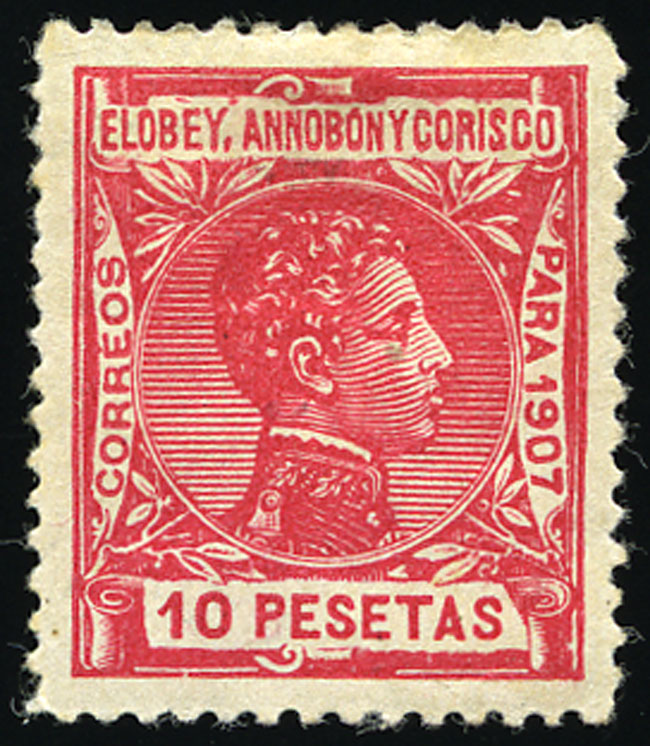
Sello de la época de la Guinea Española (1778-1968), año 1907.

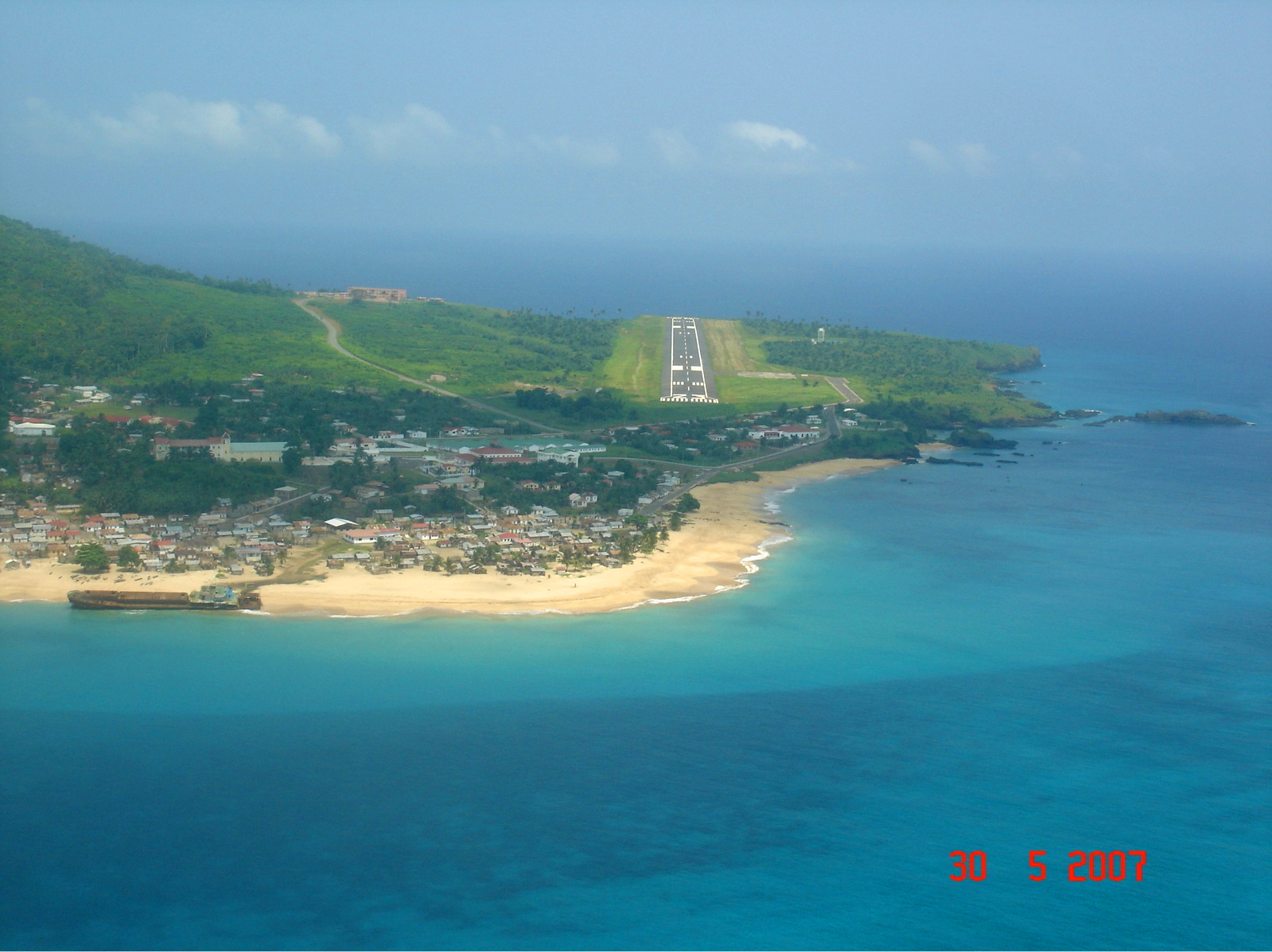
Imagen de San Antonio de Palé y el aeropuerto, año 2007.

Hay 5008 habitantes. Los annoboneses tradicionalmente han sido pescadores que se escondían en la montaña ante el acoso. Los problemas sanitarios, como la fiebre amarilla, son similares a los de la isla de Bioko excepto por una mayor incidencia de cólera y malaria. Densidad: 294,6 hab./km². Aun cuando es fama su apego a la isla, hasta fecha muy reciente había un éxodo preferente hacia la Guinea Ecuatorial continental y España. La media de edad es similar a la del resto del país. 
Son católicos. Las misiones cristianas y las prácticas mágicas animistas han estado presentes desde hace mucho tiempo. Isla deshabitada hasta la colonización de los portugueses en 1474, la población actual principalmente son descendientes de africanos de Angola, vía Santo Tomé, esclavos traídos por los portugueses con los que se mestizaron. En 1493 los refugiados instalados en cabañas en la frontera de Portugal con España, judíos sefardíes expulsados de España, por orden de Juan II, son transportados a las islas de São Tomé, mueren cerca de 2000 niños de 2 a 10 años. Fue la primera colonización exitosa de la zona e influyó en su historia posterior. Las lenguas oficiales son castellano, francés y portugués; el criollo portugués Fá d'Ambô es hablado en la isla como lengua principal. 
La ciudad capital es San Antonio de Palé (llamada también Palé, São Antonio da Praia o San Antonio de la Playa y San Antonio del Norte), de 600 habitantes, que cuenta con un aeródromo y la misión católica. Otros núcleos son: Aual (Santa Cruz) al este, entre los arroyos A'pemanaix al norte y A'taxgüesa al sur; A'nganyi (San Pedro); Matubana (Ma'bana, San Antonio) al sur, rodeada desde los primeros tiempos de plantaciones de banano.
Sus principales industrias locales son la pesca y la explotación de la madera. Annobón es medianamente fértil. Según la oposición política y las agencias de viajes, es un paraíso sin electricidad, sin agua corriente, hay un hotel o fonda, sin carreteras (hay sendas) ni coches, sin televisores ni refrigeradores. Los niños acuden regularmente al colegio. Cuenta con instalaciones hospitalarias y servicio médico.
La mayoría del transporte entre los puntos de la isla se realiza en barca o cayuco y no hay un servicio marítimo regular entre Annobón y el resto del país, aunque los barcos mercantes llegan cada pocos meses y oficialmente un barco mantiene una línea con la capital cada 15 días.
Los alimentos básicos son la yuca y el pescado. Al visitante se le ofrece arroz de importación. Aparte de la pesca, la población mantiene una agricultura de subsistencia en la zona de cultivos del litoral: palma de aceite, palmera areca, cocotero, árbol del pan, banano, plátano, aguacate, papayo, azufaifo, ciruelo de Annobón, mango, naranja, tamarindo, judía, cacahuete, tomate, calabaza, calabacín, pepino, melón, malanga, cebolla, rábano, patata, ñame, batata, ananás, maíz, caña de azúcar, lechuga, perejil, tabaco... viviendo en chozas. Cada familia annobonesa posee y cultiva una plantación, pero el régimen por el que se administran es el de comunidad con una cooperativa. Es tradicional tener jardines con muchas flores.

## Ecología
La isla forma parte de la ecorregión denominada selva de tierras bajas de Santo Tomé, Príncipe y Annobón.
Esta isla ecuatorial deshabitada hasta época histórica, tan cercana al continente (a 335 km de la costa de Gabón), debió ser rica en diversidad biológica. Los habitantes acostumbraban a embarcarse en balsas y cayucos para cazar grandes ballenas (yubartas), ballenatos y otros cetáceos con arpón, sin alejarse de la orilla. Los tiburones son frecuentes. Al no realizarse investigaciones sobre el particular, se ignora cuantas especies insulares y oceánicas se han extinguido. Quedan dos especies pertenecientes a las paseriformes exclusivas de Annobón: el ojo blanco, (Zosterops griseoviriscens) y el monarca del paraíso de Annobón (Terpsiphone smithii). Otras como la paloma de São Tomé o malherbi (Columba malherbii) son de hábitat reducido y vulnerables. Hay 29 especies de aves (cantoras, cucos, milanos, autillos, acuáticas, ligadas a humedales, etc.), ocho terrestres. De las once marinas, siete son estacionales.
Actualmente hay además: dos especies de murciélago (una endémica); reptiles (tres especies endémicas): una culebra, dos gekkos, tres tortugas marinas; peces de agua dulce: 18 especies (una endémica); mosquitos, escorpiones y enormes ciempiés. Introducidas por el hombre, como en otras islas: animales domésticos de los cuales naturalizados: peces, gallinas de guinea, ratas, perros y gatos. La isla no tenía predadores mamíferos autóctonos antes de la colonización humana.
En cuanto a las plantas vasculares espontáneas o naturalizadas se han censado hasta el momento 208 especies (15 % de ellas endémicas). Destacan el baobab, la ceiba (a partir de la cual se talla el cayuco), los ficus, los helechos con más de 80 especies endémicas, y grandes formaciones musgosas.